# Santiago Arzamendia
Santiago Arzamendia Duarte (Wanda, Provincia de Misiones, Argentina; 5 de mayo de 1998) es un futbolista argentino nacionalizado paraguayo. Juega de lateral izquierdo en Estudiantes de La Plata de la Primera División de Argentina. Es internacional con la selección de fútbol de Paraguay.

## Trayectoria
Hijo de paraguayos, nació en la localidad de Wanda, en la provincia argentina de Misiones, se mudó a los trece años a Paraguay y se integró a Cerro Porteño luego de realizar una prueba. Hizo su debut en Primera División en la campaña de 2015.
En julio de 2021 se marchó al fútbol europeo para jugar en el Cádiz Club de Fútbol las siguientes cuatro temporadas.
El 8 de julio de 2023 renovó por tres temporadas con el Cádiz Club de Fútbol, para marcharse como cedido a su anterior club, el Cerro Porteño. El 5 de junio de 2024, luego del último partido de Cerro Porteño en el Torneo Apertura 2024, regresa a Cádiz al finalizar el préstamo.
A fines de julio de 2024, el Club Estudiantes de La Plata de la Primera División de Argentina, adquiere el 80% del pase al Cádiz CF en USD 1.500.000. El contrato que firmó fue por tres años y medio, hasta el 31 de diciembre de 2027. 
El 21 de diciembre de 2024 integró el banco de suplentes del equipo que obtuvo el Trofeo de Campeones de la Liga Profesional 2024, en el triunfo de Estudiantes de La Plata ante Vélez Sarsfield por 3-0 en el Estadio Único Madre de Ciudades de Santiago del Estero.

## Selección nacional

### Absoluta
Ha tenido participación internacional con la selección de fútbol de Paraguay. Debido a su doble ciudadanía, poseía elegibilidad para representar tanto a la selección argentina como a la paraguaya, optando finalmente por esta última en septiembre de 2018. Su debut con la selección paraguaya se produjo el 22 de marzo de 2019, en un encuentro amistoso ante Perú, ingresando al terreno de juego en el minuto 80. Fue convocado para integrar la lista de jugadores que representarían a Paraguay en la Copa América 2019.

## Clubes
| Club                    | País      | Año       |
| ----------------------- | --------- | --------- |
| Cerro Porteño           | Paraguay  | 2015-2021 |
| Cádiz C. F.             | España    | 2021-2024 |
| Cerro Porteño (cedido)  | Paraguay  | 2023-2024 |
| Estudiantes de La Plata | Argentina | 2024-act. |

## Estadísticas

### Clubes
Actualizado hasta su último partido disputado el 17 de agosto de 2025.
| Club                              | Div.          | Temporada     | Liga  | Liga  | Liga   | Copas nacionales | Copas nacionales | Copas nacionales | Copas internacionales | Copas internacionales | Copas internacionales | Total | Total | Total  |
| Club                              | Div.          | Temporada     | Part. | Goles | Asist. | Part.            | Goles            | Asist.           | Part.                 | Goles                 | Asist.                | Part. | Goles | Asist. |
| --------------------------------- | ------------- | ------------- | ----- | ----- | ------ | ---------------- | ---------------- | ---------------- | --------------------- | --------------------- | --------------------- | ----- | ----- | ------ |
| Cerro Porteño Paraguay            | 1°            | 2017          | 4     | 0     | 0      | —                | —                | —                | 1                     | 0                     | 0                     | 5     | 0     | 0      |
| Cerro Porteño Paraguay            | 1°            | 2018          | 31    | 4     | 0      | —                | —                | —                | 8                     | 1                     | 3                     | 39    | 5     | 3      |
| Cerro Porteño Paraguay            | 1°            | 2019          | 26    | 0     | 4      | —                | —                | —                | 9                     | 1                     | 1                     | 35    | 1     | 5      |
| Cerro Porteño Paraguay            | 1°            | 2020          | 19    | 0     | 1      | —                | —                | —                | 4                     | 0                     | 0                     | 23    | 0     | 1      |
| Cerro Porteño Paraguay            | 1°            | 2021          | 10    | 2     | 0      | —                | —                | —                | 6                     | 0                     | 0                     | 16    | 2     | 0      |
| Cerro Porteño Paraguay            | 1°            | 2023          | 19    | 3     | 1      | —                | —                | —                | —                     | —                     | —                     | 19    | 3     | 1      |
| Cerro Porteño Paraguay            | 1°            | 2024          | 20    | 0     | 0      | —                | —                | —                | 6                     | 0                     | 0                     | 26    | 0     | 0      |
| Cerro Porteño Paraguay            | Total club    | Total club    | 129   | 9     | 6      | 0                | 0                | 0                | 34                    | 2                     | 4                     | 163   | 11    | 10     |
| Cádiz C. F. · España              | 1°            | 2022          | 14    | 1     | 0      | 3                | 0                | 0                | —                     | —                     | —                     | 17    | 1     | 0      |
| Cádiz C. F. · España              | 1°            | 2023          | 12    | 0     | 0      | 1                | 0                | 1                | —                     | —                     | —                     | 13    | 0     | 1      |
| Cádiz C. F. · España              | Total club    | Total club    | 26    | 1     | 0      | 4                | 0                | 1                | 0                     | 0                     | 0                     | 30    | 1     | 1      |
| Estudiantes de La Plata Argentina | 1°            | 2024          | 13    | 0     | 0      | 0                | 0                | 0                | —                     | —                     | —                     | 13    | 0     | 0      |
| Estudiantes de La Plata Argentina | 1°            | 2025          | 17    | 2     | 0      | 1                | 0                | 0                | 7                     | 0                     | 0                     | 25    | 2     | 0      |
| Estudiantes de La Plata Argentina | Total club    | Total club    | 30    | 2     | 0      | 1                | 0                | 0                | 7                     | 0                     | 0                     | 38    | 2     | 0      |
| Total carrera                     | Total carrera | Total carrera | 185   | 12    | 6      | 5                | 0                | 1                | 41                    | 2                     | 4                     | 231   | 14    | 11     |
| 1. 2.                             |               |               |       |       |        |                  |                  |                  |                       |                       |                       |       |       |        |

### Participaciones en Copa América
| Copa              | Sede   | Resultado        | Partidos | Goles |
| ----------------- | ------ | ---------------- | -------- | ----- |
| Copa América 2019 | Brasil | Cuartos de final | 4        | 0     |
| Copa América 2021 | Brasil | Cuartos de final | 4        | 0     |

## Palmarés

### Títulos nacionales
| Título              | Club                    | País      | Año    |
| ------------------- | ----------------------- | --------- | ------ |
| Primera División    | Cerro Porteño           | Paraguay  | 2020-A |
| Trofeo de Campeones | Estudiantes de La Plata | Argentina | 2024   |

## Redes sociales
- Instagram

- Datos: Q57017246